# アルティメット・ゾーン・レーティング
アルティメット・ゾーン・レーティング（UZR: Ultimate Zone Rating）は、ミッチェル・リクトマンが2001年に提唱した野球における成績評価項目のひとつ。FangraphsのWARでは現在、守備評価に採用されている。

## 概要
レンジファクター（RF）の欠点を補正するために考案されたゾーンレーティング（ZR）を発展させたもので、「リーグにおける同じ守備位置の平均的な選手が守る場合に比べて、守備でどれだけの失点を防いだか」を表す。
1977年に1試合平均（9イニング換算）でいくつのアウトに関与したかを示す指標であるRFがビル・ジェームズによって提唱されたが、当時のRFは守備機会の多さに基づいているため、自分の近くにボールが飛んでこなかったり投手の奪三振が増えたりすると、数値が落ちる等という欠点があった。そのためSTATS社のジョン・デュワンにより実際の試合での打球をビデオで分析して率を算出するZRが提唱され、データのインプット変更に成功。デュワンはその後プラス・マイナス・システムや守備防御点（DRS）などさらに改良を進めた守備指標を提唱。その一方でセイバーメトリシャンのミッチェル・リクトマンはZRを従来の率ではなく得点で表し、打球の処理難易度や失策数、併殺能力、肩の影響などを加えたUZRを2001年に発表。日本でも2009年からデータスタジアム社による算出が始まり、2012年から合同会社DELTAによる算出が始まった。

## 算出方法
UZRの算出においては、まずグラウンドを多数の「ゾーン」に区分し、各ゾーンについて発生した打球の種類（バント・ゴロ・外野へのライナー・外野へのフライ）や速度（遅い・中間・速い）を記録する。そしてそれぞれのゾーンにおいて生じた特定の種類の打球についてリーグ全体でどれだけのアウトが記録されたかを算出する。このデータを基に、個別の野手のプレーを評価し、各種の補正を合わせて「リーグにおける同じ守備位置の平均的な選手が守る場合に比べて、守備でどれだけの失点を防いだか」を計算する。
プラス評価
上記のような情報を基礎として、UZRが打球ごとに野手を評価する具体的な方法は次の通りである。
例として、平均的には15%の割合で中堅手がアウトにし、10%の割合で左翼手がアウトにし、残りの75%はヒットになるような外野へのライナーを考える。この打球について、仮に中堅手が捕球しアウトを成立させたなら、通常は25%しかないアウトの見込みを100%にしたものとして中堅手は100%と25%の差分である0.75「プレー」の評価を得る。
さらにUZRは守備の評価を得点の単位により行うため、プレー数の評価に得点価値を掛け合わせる。一般的な外野への安打はチームの失点を約0.56点増やす。また、アウトは失点を約0.27点減らす。すなわち、ヒットになるはずだった打球をアウトにする働きは守備側チームの失点の見込みを0.83点減らすことになる。プレー数0.75に得点価値0.83を乗じた0.6255点が、当該中堅手がそのライナーをアウトにしたことによって「防いだ失点」となる。
ボールの独占の問題への対処
ここで、左翼手は典型的にはその打球を10%アウトにする見込みがあったわけであるが、中堅手が捕球したからといってマイナス評価を受けるわけではない。UZRにおいては、打球がいずれかの野手によってアウトにされて他の野手がマイナス評価を与えられることはない。これは「ball-hogging（ボールの独占）」の影響を避けるためである。
このような取り扱いを行わなければ、左中間や右中間に飛んだ（どちらの外野手でも捕球できるような）緩い打球を中堅手が積極的に捕りに行く傾向がある外野陣では、左翼手と右翼手が不利になってしまう。当然この方式では打球を独占する選手は若干有利になるが、どちらの選手でも捕球できるような易しい打球はそもそも平均的にアウトになる割合が高く、捕球したところで得られるプラス評価の値は小さい。例えば通常90%アウトになる打球を捕球しても（1から0.9を減じて0.83を掛けた）0.083点のプラスにしかならず影響は小さい。このようにして、UZRは評価がなるべく他の選手に影響されないように設計されている。
マイナス評価
仮に上記で例とした打球がヒットになった場合、中堅手と左翼手が共にマイナス評価を受ける。この際、まずヒットの発生によってどれだけの損害を被るかを計算する。通常25%はアウトになる見込みだったのだから、アウトにできなければ通常に比べて0.25プレーの損失が生じたことになる。
そしてUZRではこの0.25プレーの損失を、責任を持つ守備位置で分配していく。通常、左翼手がアウトにする見込みが10%、中堅手が15%であるから、左翼手は通常なら発生されるべきだったアウトについて40%（10／25）の、中堅手は60%（15／25）の責任を負う。すなわち、左翼手は0.25プレーの40%で0.1プレー、中堅手は0.25プレーの60%で0.15プレーのマイナスである。打球の得点価値は前述したように0.83点であるから、もし打球がヒットになれば、左翼手は0.1プレーに0.83点を乗じた0.083点、中堅手は0.15プレーに0.83点を乗じた0.123点だけチームの失点を増加させたとしてマイナス評価される。つまり、UZRでは、一般的にその守備位置の選手がアウトを成立させるべき打球をアウトにできなかったときにマイナス評価が与えられるのである。
評価の総合
UZRでは上記のようにして全ての試合で生じた各打球について関連する守備者にプラスとマイナスの評価を与えていき、その値を選手ごとに合計したものがUZRの最終値となる。実際の算出では上記の基本的なロジックに加えて打球が発生した際の走者状況やアウトカウント、プレーした球場などの要素を加味した補正が行われる。
なお、内野へのフライ及び内野へのライナーは評価の対象外となっている。これは、内野フライは選手の守備力に関わらずほぼ確実にアウトになるものであり、対象に含めるとたまたまどこに飛んできたか、どの野手が捕ることにしたかによって評価が歪められるだけであり、ライナーについても守備力よりもたまたま特定の野手の近くに打球が飛んでくるか否かの影響が大きく守備力の評価に適さないとされるためである。

## UZRの評価基準
| 評価             | UZR |
| ---------------- | --- |
| ゴールドグラブ級 | +15 |
| 優秀             | +10 |
| 平均以上         | +5  |
| 平均             | 0   |
| 平均以下         | -5  |
| 悪い             | -10 |
| 非常に悪い       | -15 |

## UZRの注意点
UZRは人間が打球について映像を確認し所定のゾーン・種類を記録したデータを基礎として算出される。このため算出機関が異なるゾーンの区分、打球（フライとライナーなど）の区別の方法を採用すれば、計算方法は同じでも結果が変わり得る点に注意が必要である。2014年現在、NPBではDELTA社が全12球団のデータに基づいて平均が0となる調整をしているが、データスタジアム社は両リーグ6球団の平均が0となる調整をしているため、両社で異なる数値が算出されている。MLBではFanGraphs算出のUZRは過去6年分のデータに基づいて全30球団の平均が0となる調整を行っている。
また、投手と捕手は打球を処理すべき守備範囲が狭いため、基本的に他の守備位置と同じようにUZRによって評価することは行われない。
DELTA社は投手、捕手ともにUZRの算出を試みており、データサイト1.02 Essence of Baseballで公開している。
同サイトの捕手UZRには盗塁阻止、捕逸阻止等のゾーンを使用しない捕手評価が含まれているため、留意が必要である。
UZRは率ではなく量で表される指標であるため、出場試合数が多い選手ほど評価の絶対値が大きくなる傾向にあり、出場試合数が異なる選手同士の守備力をUZRにより直接比較することは適切ではない。試合数の条件を揃えて選手を比較するために、150試合あたりのUZRを示すUZR/150、NPBではDELTA社が算出している1000イニングあたりのUZRを示すUZR/1000が存在する。